# Mācherla
Mācherla är en ort i Indien.   Den ligger i distriktet Guntūr och delstaten Andhra Pradesh, i den södra delen av landet, 1 400 km söder om huvudstaden New Delhi. Mācherla ligger 142 meter över havet och antalet invånare är 51 039.
Terrängen runt Mācherla är platt. Runt Mācherla är det tätbefolkat, med 286 invånare per kvadratkilometer. Det finns inga andra samhällen i närheten. Omgivningarna runt Mācherla är en mosaik av jordbruksmark och naturlig växtlighet.